# 水稻种植业
水稻种植业主要分布于东亚季风区、南亚季风区和东南亚的热带雨林区。另外在埃及、尼日利亚、西班牙、意大利、古巴、委内瑞拉、巴西。还有在美国的密西西比河下游采用旱地直播技术进行生产。

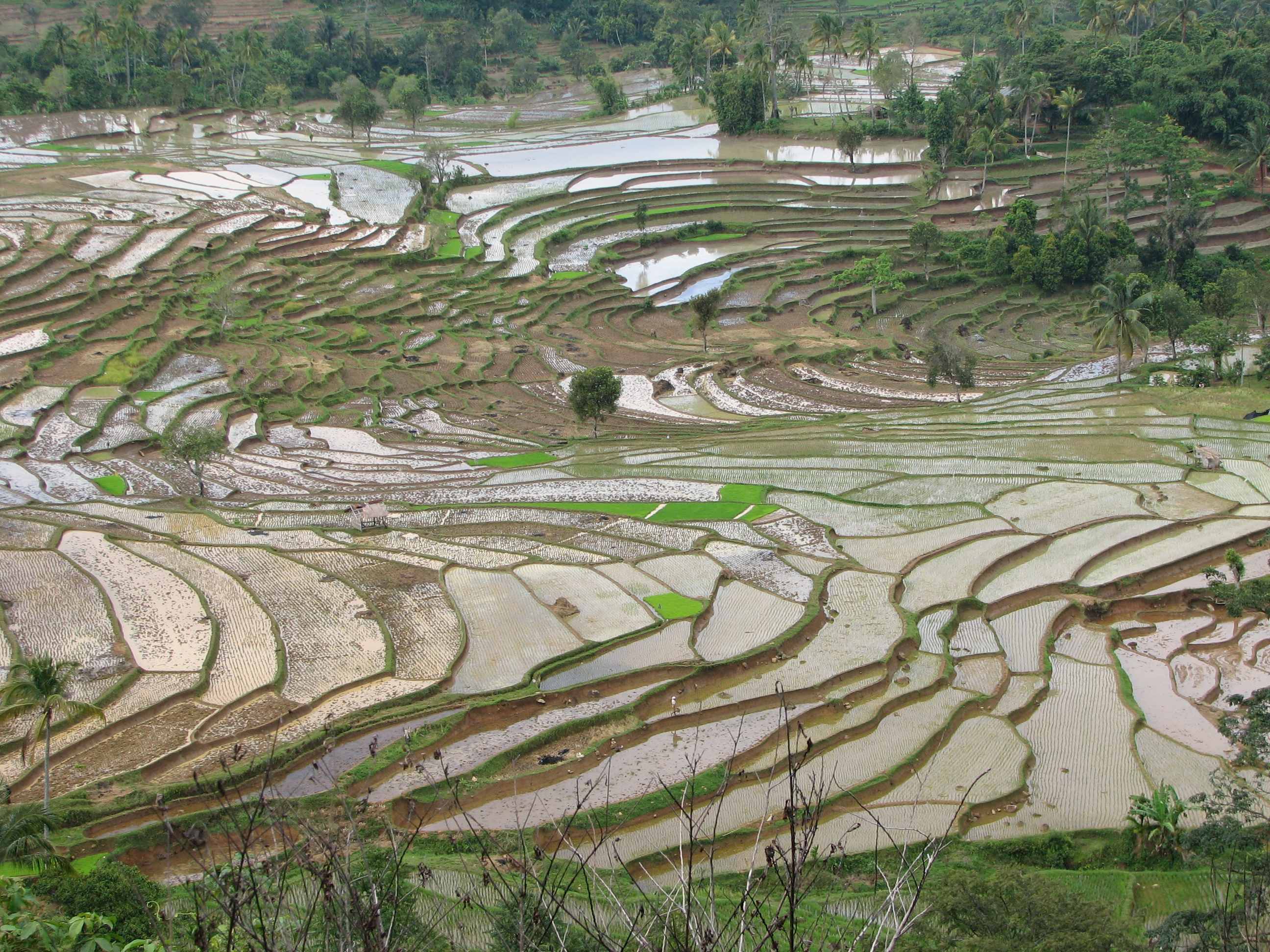
梯田

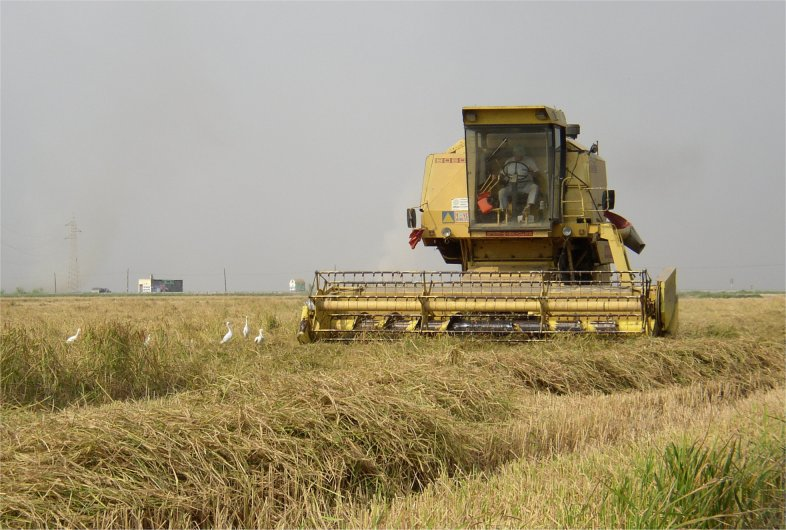
機械化水稻种植

## 要求

### 气候
一般需有高温多雨的季节。所以如下气候区比较适合：热带雨林气候区、热带草原气候区、热带季风气候区、亚热带季风气候区、温带季风气候区、亚热带季风性湿润气候区等。

### 地形
作为种植业的一种，需要平坦的、有利于蓄水的地形，如平原和盆地。

### 劳动力
水稻种植业是劳动密集型农业，生产过程复杂，劳动强度大，需要投入大量劳动来精耕细作，所以需要分布在人口稠密区。

## 特点
1. 小农经营。主要以家庭为单位进行经营，每户耕种的田地很少。
2. 单位面积产量高。精耕细作，单位面积的产量很高。
3. 商品率低。耕种规模小使得商品率低。
4. 机械化水平低。但日本、美国的机械化水平较高。
5. 水利工程量大。灌溉是水稻生产的基础，政府需大力投资水利建设。